# 贝唐日
贝唐日（法語：Bettange，法語發音：[bɛtɑ̃ʒ]；洛林法兰克语：Bétting）是法国摩泽尔省的一个市镇，位于该省中西部偏北，属于福尔巴克-布莱摩泽尔区。

## 地理
贝唐日（49°14'12"N, 6°28'54"E）面积3.73 平方千米，位于法国大東部大區摩泽尔省，该省份为法国东北部内陆省份，是洛林的一部分，西南接默尔特-摩泽尔省，东临下莱茵省，北与卢森堡和德国接壤。
与贝唐日接壤的市镇（或旧市镇、城区）包括：埃布朗日、戈姆朗日、奥兰、奥通维尔、瓦尔曼斯泰。

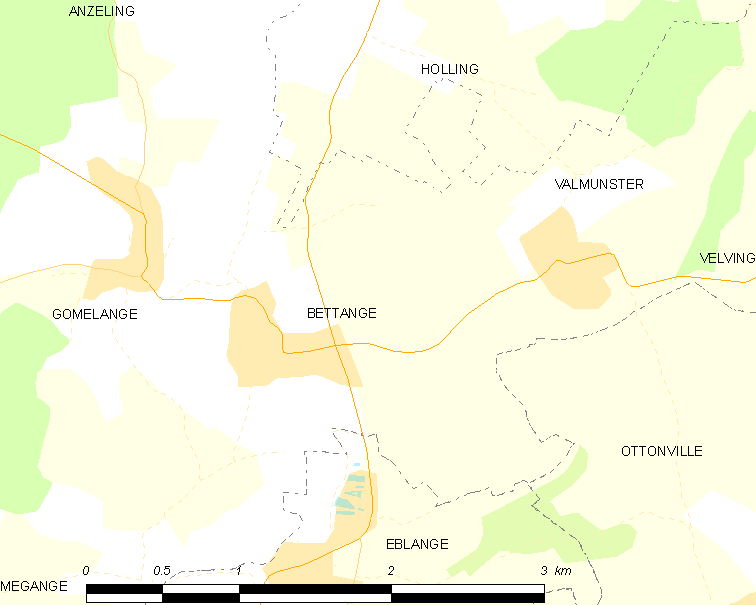
贝唐日的OSM定位图

贝唐日的时区为UTC+01:00、UTC+02:00（夏令时）。

## 行政
贝唐日的邮政编码为57220，INSEE市镇编码为57070。

## 政治
贝唐日所属的省级选区为布莱摩泽尔县。

## 人口

1962-2008年间贝唐日人口变化图示

贝唐日于2022年1月1日时的人口数量为244人。